# Индустриальные субкультуры
Индустриальные субкультуры (от лат. industria — «деятельность, усердие», то же, что «промышленность») или  урбанистические субкультуры  (англ. urbanization, от латинских слов urbanus — «городской», urbs — «город») — современные молодёжные субкультуры сложившиеся под влиянием дадаизма, в мировоззрении которых большое место занимает город и городская индустриальная (промышленная) и техническая среда.

## Основное
С развитием промышленности, и в особенности появления компьютерных технологий в части молодёжной культуры стала развиваться тенденция противопоставления человека и Урбаноса (города), что привело к мифологизации города и техники и к образованию индустриальных субкультур.
Некоторые из индустриальных субкультур имеют корни в группах поклонников индастриал, но большую часть субкультуры составляют поклонники компьютерных игр.
В патримониальном обществе индустриальная субкультура  имеет тесную связь с традиционными религиями, без которых она не сумела бы устояться в общественном сознании не европейских стран.
Характерными чертами мировоззрения этих субкультур является:
- конфликт (борьба) города и человека;
- город, как среда (каменные джунгли);
- гиперболизация роли техники;
- постапокалиптический настрой;
- футуристические тенденции.

Пик этих субкультур пришёлся на конец XX — начало XXI веков. Индустриализация и передовые технологии, вместе с технологическим прогрессом, предоставляют в тоталитарном обществе благодатную почву для формирования субкультур индустриального характера, позволяя им дробиться и обретать неповторимые черты. Однако, чёткие следы индустриализации субкультур на данное время можно встретить далеко не у всех групп.
Урбанистическая субкультура может включать себя городское дно.

## Список индустриальных субкультур
- Руферы[4]
- Риветхед[4]
- Кибер-готы[4]
- Диггеры[4]
- Хулиганы [9]
- Сталкеры